# Перунович, Милосава
Милосава Перунович (серб. Милосава Перуновић; 1900, Никшич — 1945, Печ) — черногорская ученица гимназии, участница партизанской борьбы против австро-венгерских войск в составе черногорских комитов во время Первой мировой войны.

## Биография
Милосава училась в гимназии Никшича, когда в 1916 году Королевство Черногория было вынуждено капитулировать перед Австро-Венгрией. Отца, мать и троих братьев Милосавы угнали в лагерь пленных в Австрии. Скрывая свою личность, она записалась под мужским именем Милосав воевать в составе черногорских добровольцев и старалась делать всё, чтобы вести себя, как мужчина на фронте. Отряд, в котором воевала Милосава, наносил большие потери австрийцам: вскоре слухи о том, что в нём воюет девушка, от выстрелов которой «содрогался любой враг», распространились по всей Черногории. Черногорцы слагали песни о партизанке, а австрийцы обещали большую денежную награду за её голову.
Спустя три года после завершения войны Милосава получила семь акров земли в деревне Жедник около Суботицы и построила на этом месте дом. В межвоенные годы она работала на железнодорожной станции казначеем, оставалась в деревне до начала Апрельской войны 1941 года. Отказавшись сотрудничать с гитлеровцами, она бежала на родину со своей матерью Госпавой и младшим братом Николой, а их дом сожгли. Их приютил священник Драгомир Миюшкович. Зимой 1945 года, уже когда немцев изгнали, Милосава решила вернуться домой и пешком направилась через гору Чакор. С ней шли представители семей Бацковичей и Роксандичей, которых выгнали из Метохии.
На вершине Чакора один из Бацковичей по неизвестным причинам сделал несколько выстрелов из револьвера, ранив в спину Милосаву. В больнице города Печ она скончалась, несмотря на усилия врачей. Перед смертью она сказала: «Погибаю от руки поганого…».